# Canton (North Carolina)
Canton is een plaats (town) in de Amerikaanse staat North Carolina, en valt bestuurlijk gezien onder Haywood County.

## Demografie
Bij de volkstelling in 2000 werd het aantal inwoners vastgesteld op 4029.
In 2006 is het aantal inwoners door het United States Census Bureau geschat op 3930, een daling van 99 (-2,5%).

## Geografie
Volgens het United States Census Bureau beslaat de plaats een oppervlakte van
9,9 km², geheel bestaande uit land. Canton ligt op ongeveer 816 m boven zeeniveau.

## Plaatsen in de nabije omgeving
De onderstaande figuur toont nabijgelegen plaatsen in een straal van 24 km rond Canton.